# 電気火災
電気火災（でんきかさい）とは、火災のうち電気設備機器など電気製品に起因するものを指す。東京消防庁ではリチウムイオン電池などを使ったモバイルバッテリーからの出火も電気火災として扱っている。

## 原因・発生例
1. 放熱異常や過電流過熱[2]
  - 電線を束ねることで放熱が足りず発火、あるいは電線の断面積不足やたこ足配線によって定格電流を超える電流が流れ発熱から発火に至る。
2. 接触部過熱[2]
  - 設計上の接触面積よりも小さな面積で接触する事で、大きなジュール熱が生じ発火に至る。電線接続箇所の締め付け不十分やネジの緩みが原因となる。
3. 半断線過熱[2]
  - 荷重や屈曲応力によって、より線の一部が断線し少ない芯線で電流を流すため断面積が不足し、大きなジュール熱が生じ発火に至る。
4. 漏電（地絡）[2]
  - 設計経路以外を電流が大地に流れることで、電流が流れた経路や周囲の可燃物に炭化が生じ、発火に至る。
5. 短絡（ショート）[2]
  - 一体成形型PVCプラグ[3]や電気器具の劣化、露出充電部間を繋ぐ異物（ホコリや水分）により閃絡の火花や発熱によって発火に至る。トラッキング火災とも呼ばれる。

例えば地震などで建築物が倒壊した場合、停電が復旧した際に、破損した状態の家電品に通電して漏電・ショートが発生したり、熱電器具（電気ストーブ、観賞魚用ヒーターなど）の上や周辺に可燃物が倒れたり散乱したりしている状態でその熱電器具が作動し発熱したりすることで、火災が発生することがある。これを通電火災といい、阪神・淡路大震災や東日本大震災で発生例がある。
過電流や漏電を検出するブレーカーを設置していても、短絡や漏電などの異常電流がブレーカーの定格電流よりも小さな場合は、ブレーカーは動作しない。

### 消火
電気によるものであるため、当然ながら水では感電の危険性があり消火出来ない。
電気火災に対応した化学消火剤が必要となる。一般家庭においては消火器の設置率が低く、電気火災が発生した場合は決して水で消火せず、速やかに119番通報する必要がある。